# Charles-Henri Bach
Pour les articles homonymes, voir Bach.
Charles-Henri Bach (Lyon, 6 mars 1898 - Boulogne-Billancourt, 9 février 1976) est un bibliothécaire français.
Cité généralement comme l'initiateur du Manuel de bibliothéconomie connu sous le nom de « Bach et Oddon » c'était un bénévole des bibliothèques de l'aide américaine de Soissons (CARD), auquel les anciennes élèves de l’école Paris américaine de bibliothécaires ont confié la rédaction (largement assistée) et le financement du premier « petit manuel ».
Par la suite, il travaille à la librairie « Je sers » et, sauf pour l'édition de 1942 (critiquée oralement par Yvonne Oddon) ne participe plus à la rédaction du manuel beaucoup plus complet des années cinquante, bien que son nom figure toujours sur la couverture et qu'il touche des droits d'auteur.

## Ouvrages
- Petit guide du bibliothécaire, éditions Bourrelier, 1948, 178 pages
- L'organisation des bibliothèques paroissiales, 1931